# Sison trinervium
Sison trinervium är en flockblommig växtart som beskrevs av Buch.-ham. och David Don. Sison trinervium ingår i släktet höstpersiljor, och familjen flockblommiga växter. Inga underarter finns listade i Catalogue of Life.